# Arie Bieshaar
Adrianus ("Arie") Gerardus Bieshaar (Amsterdã, 15 de março de 1899 – 21 de janeiro de 1965) foi um futebolista neerlandês, medalhista olímpico.
Arie Bieshaar competiu nos Jogos Olímpicos de Verão de 1920 na Antuérpia. Ele ganhou a medalha de bronze.